# Ulugurella
Ulugurella longimana es una especie de araña araneomorfa de la familia Linyphiidae. Es el único miembro del género monotípico Ulugurella.

## Distribución
Se encuentra en Tanzania.  